# Silvio Neuendorf

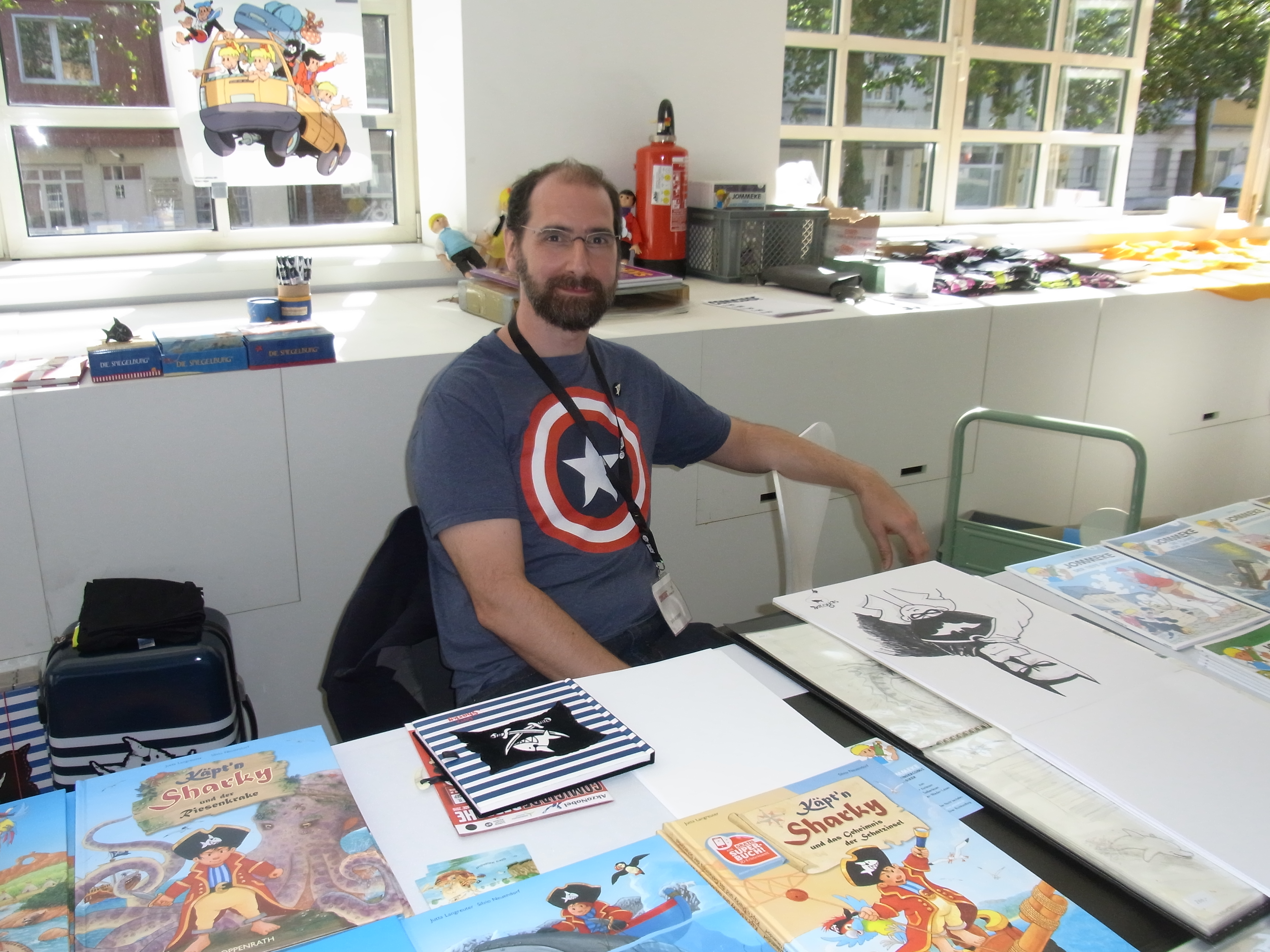
Silvio Neuendorf auf der Comiciade 2016 in Aachen

Silvio Neuendorf (* 1. November 1967 in Echtz bei Düren) ist ein deutscher Kinderbuchillustrator.

## Leben
Nach dem Abitur studierte Silvio Neuendorf von 1990 bis 1994 Grafik-Design an der Fachhochschule Aachen. Nach dem erfolgreichen Abschluss ist er u. a. ab 1995 als freiberuflicher Illustrator tätig. Im Jahr 1996 veröffentlichte er mit dem Dschungelbuch sein erstes Buch beim Coppenrath Verlag. Seitdem hat er über 150 Kinder- und Jugendbücher illustriert, unter anderem mit den Autoren Isabel Abedi, Otti Pfeiffer, Gina Ruck-Pauquèt, Frauke Nahrgang und Knister.
Zu seinen bekanntesten Werken gehören die Abenteuer des Käpt’n Sharky, die ebenfalls im Coppenrath Verlag seit 2006 erscheinen. Die Texte stammen von Jutta Langreuter. Käpt’n Sharky wurde in mehr als elf Sprachen übersetzt. Bisher sind elf Geschichten als Buch und Hörspiel veröffentlicht worden. Zugleich ist Capt’n Sharky eine Merchandisingproduktreihe aus dem Coppenrath Verlag/die Spiegelburg und wird zudem von verschiedenen Lizenznehmern vermarktet.

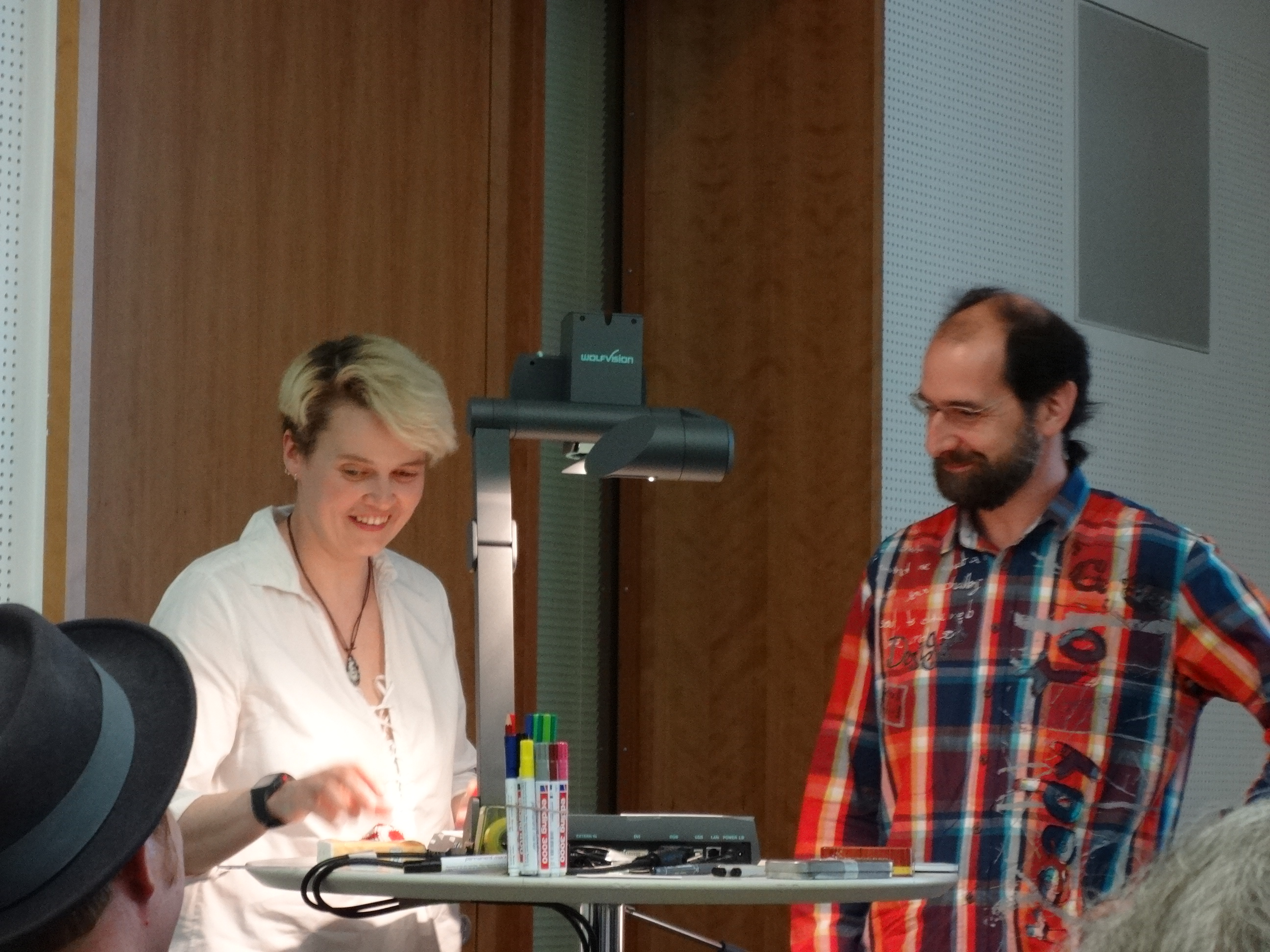
Silvio Neuendorf und Gee Vero 2014

Im Jahr 2010 begann die Künstlerin Gee Vero mit dem Projekt The Art of Inclusion. Vero verschickt dabei ein unvollendetes Porträt an Persönlichkeiten aus Politik, Sport, Wissenschaft oder Kultur mit der Bitte, das Kunstwerk nach deren Vorstellungen zu ergänzen. Zwei – meist persönlich unbekannte – Menschen erstellen so ein individuelles Kunstwerk. Bis 2014 sind auf diese Art und Weise bereits mehr als 100 Porträts entstanden. Neuendorf hat 2012 an diesem Projekt mitgearbeitet.
Im September 2016 nahm Neuendorf an der Comiciade im Ludwig Forum für Internationale Kunst in Aachen teil.
Neuendorf lebt und arbeitet seit 1988 in Aachen-Kornelimünster. Er ist seit 1995 verheiratet und hat einen Sohn.

## Ausstellungen (Auswahl)
- 2007: Beteiligung an einer Themenausstellung („Piraten“) im Bilderbuchmuseum Burg Wissem in Troisdorf
- 2010: Beteiligung an einer Themenausstellung („Ägypten“) im Bilderbuchmuseum Burg Wissem in Troisdorf
- 2011: Beteiligung an der Ausstellung „Dürener Köpfe“ in der Schloss Merode in Düren
- 2016: Käpt’n Sharky im Ludwig Forum für Internationale Kunst in Aachen
- 2024/2025: Käpt’n Sharky und Lenny Hunter im Museum Vieille Montagne in Kelmis[4]

## Veröffentlichungen (Auswahl)

### Käpt’n-SharkyBücher
- Käpt’n Sharky und das Geheimnis der Schatzinsel. Coppenrath, Münster 2006, ISBN 3-8157-4348-6.
- Käpt’n Sharky und das Seeungeheuer. Coppenrath, Münster 2007, ISBN 978-3-8157-7283-6.
- Käpt’n Sharky und die Gefängnisinsel. Coppenrath, Münster 2008, ISBN 978-3-8157-8378-8.
- Käpt’n Sharky – Abenteuer in der Felsenhöhle. Coppenrath, Münster 2009, ISBN 978-3-8157-9672-6.
- Käpt’n Sharky und der Riesenkrake. Coppenrath, Münster 2010, ISBN 978-3-8157-9841-6.
- Käpt’n Sharky – Schiffbruch vor der einsamen Insel. Coppenrath, Münster 2012, ISBN 978-3-649-60253-8.
- Käpt’n Sharky rettet den kleinen Wal. Coppenrath, Münster 2013, ISBN 978-3-649-61319-0.
- Käpt’n Sharky bei den Wikingern. Coppenrath, Münster 2014, ISBN 978-3-649-61472-2.
- Käpt’n Sharky und der Dolch des Sultans. Coppenrath, Münster 2015, ISBN 978-3-649-61854-6.
- Käpt’n Sharky im Wilden Westen. Coppenrath, Münster 2016, ISBN 978-3-649-62125-6.
- Käpt’n Sharky und der Schatz in der Tiefsee. Coppenrath, Münster 2017, ISBN 978-3-649-62296-3.
- Käpt’n Sharky und das Geheimnis der versunkenen Stadt. Coppenrath, Münster 2018, ISBN 978-3-649-62611-4.
- Käpt’n Sharky und die geheimnisvolle Nebelinsel. Coppenrath, Münster 2019, ISBN 978-3-649-62976-4.
- Käpt'n Sharky – Das Geheimnis der Schildkrötenkönigin. Coppenrath, Münster 2020, ISBN 978-3-649-63382-2.
- Käpt'n Sharky – Der Piratenkönig. Coppenrath, Münster 2021, ISBN 978-3-649-63728-8.
- Käpt'n Sharky – Der Schatz der Piratenkönige. Coppenrath, Münster 2022, ISBN 978-3-649-64063-9.
- Käpt'n Sharky – Der geheimnisvolle Smaragdeisberg. Coppenrath, Münster 2023, ISBN 978-3-649-64334-0.
- Käpt'n Sharky – Der schwarze Korsar. Coppenrath, Münster 2024, ISBN 978-3-649-67205-0.

### Lenny Hunter
- Lenny Hunter – Die magische Sanduhr von THiLO, Coppenrath Verlag, 2023 ISBN 978-3-649-64124-7
- Lenny Hunter – Im Tal der Mondblume von THiLO, Coppenrath Verlag, 2024 ISBN 978-3-649-64396-8
- Lenny Hunter – Die wandernde Insel von THiLO, Coppenrath Verlag, 2025 ISBN 978-3-649-67207-4

### Weitere Werke (Auswahl)
- Das Dschungelbuch von Rudyard Kipling, Coppenrath Verlag, 1996 ISBN 978-3-8157-1417-1
- Hallo, Mister Gott, hier spricht Anna von Fynn, Scherz Verlag/Fischer Verlag, 1998 ISBN 978-3-596-80615-7
- Taradamtwideldamjuchei von Lillebörn, Esslinger Verlag, 1999 ISBN 978-3-480-20402-1
- Wo ist mein Schuh? fragt die Kuh von Knister, Arena Verlag, 2001 ISBN 978-3-401-07972-1
- Sonne im Bauch von S. Terrahe/Ch. Paulsen, Coppenrath Verlag, 2001 ISBN 978-3-8157-2042-4
- Mein erstes Märchenbuch von Gebrüder Grimm, Arena Verlag, 2001 ISBN 978-3-401-08166-3
- Blöde Ziege – Dumme Gans von Isabel Abedi, Ars Edition, 2002 ISBN 978-3-7607-1369-4
- Martha und Müffel von Nele Most, Esslinger Verlag, 2004 ISBN 978-3-480-22002-1
- Greta will´s wissen von Hera Lind, Coppenrath Verlag, 2005 ISBN 978-3-8157-3881-8
- Pia und das Schloßgespenst von Ingrid Uebe, cbj (Bertelsmann), 2006 ISBN 978-3-570-22032-0
- Das ABC Wimmelbuch von Hermine Stellmacher, Ars Edition, 2009 ISBN 978-3-7607-4454-4
- Christkinds wunderbare Reise von Jutta Langreuter, Arena Verlag, 2009 ISBN 978-3-401-09305-5
- Nils Holgerssons wunderbare Reise von Jutta Langreuter, nach  Selma Lagerlöf, Arena Verlag, 2011 ISBN 978-3-401-09457-1
- Jonas fliegt zum Mond von Sylvia Englert, Ars Edition, 2012 ISBN 978-3-7607-6869-4
- Bist du noch mein Freund? von Jutta Langreuter, Coppenrath Verlag, 2015 ISBN 978-3-649-61478-4
- Domwächter - Die Retter des Aachener Doms, geschrieben von Anne Stutenkemper, AKV Sammlung Crous und Agentur Carl Fritz, Aachen 2024, ISBN 978-3-982-50161-1[5]